# Proceso C-41
C-41 es un proceso para el revelado cromogénico de la película en color introducido por Kodak en 1972 para sustituir el proceso C-22. Este proceso también es conocido como CN-16 por Fuji, CNK-4 por Konica, y AP-70 por AGFA, y es el proceso que ha sido más empleado para el revelado de la película en color en los laboratorios de fotografía.
Los negativos procesados por este proceso C-41 constan de una imagen formada por un tinte al igual que todas las películas de color. Debido a la inestabilidad de los tintes a largo plazo, los negativos revelados con C-41 pueden perder color o cambiar el mismo con el tiempo. Esto fue un problema significativo  con las primeras películas; en las películas posteriores este problema se mejoró.

## Capas de película

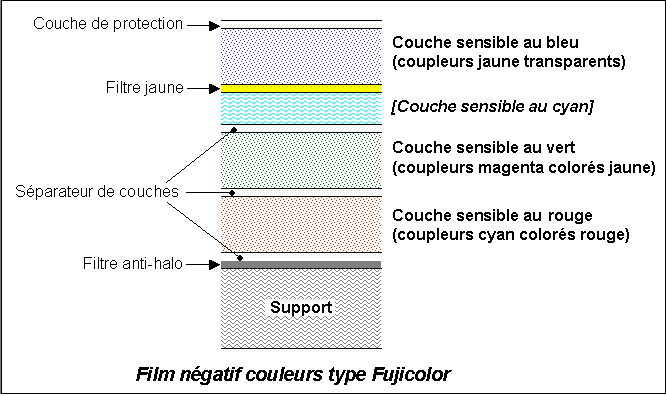
Este esquema ilustra las capas de la película.

La película para el procesado C-41 consta de un acetato o base de película de poliéster sobre el que se recubren múltiples emulsiones. Cada capa es sólo sensible a un color determinado de luz visible. En el ejemplo ilustrativo clásico,  hay tres emulsiones: una es sensible al rojo, otra al verde y la parte superior es sensible al azul. Debajo la capa azul se instala un filtro amarillo, compuesto de coloide de plata o tintes. Como todas las emulsiones fotográficas de plata poseen alguna sensibilidad a luz azul, con independencia de que otros colores estén sensibilizados, esta capa de filtro sirve para filtrar la luz azul. La exposición se realiza por debajo. Debajo de la capa sensible azul y el filtro amarillo están las capas sensibles verdes y rojas.
El ejemplo ilustrativo anterior difiere del diseño de la película actual respecto al número de capas. Casi todas las películas contienen múltiples capas sensibles a cada color. Cada una de estas capas tienen diferentes características en sus contrastes y velocidades, permitiendo que la película pueda ser correctamente expuesta sobre una gama más ancha de condiciones.
Además de capas de emulsión múltiple, las películas actuales tienen otras capas que no son  sensibles a la luz. Por ejemplo, bloqueadoras de los rayos ultravioletas o con recubrimiento anti-arañazos, para espaciar emulsiones diferentes o capas con filtros adicionales.
Cada capa de emulsión, además de los componentes fotosensibles, contiene sustancias químicas llamadas acopladores de tinte. Estos acopladores, localizados en las capas sensibles al azul, verde y rojo, producen en el revelado tintes amarillo, magenta y cyan respectivamente.

## Procesado
El procesado C-41 es el mismo para todas las películas tipo C-41 con independencia de que empresa lo haya fabricado, aunque las sustancias químicas de procesamiento de los diferentes fabricantes varían ligeramente.
Después de la exposición, la película se revela en un "revelador de color". El ingrediente de desarrollo es un producto químico a base de parafenilendiamina conocido como CD-4. El revelador actúa sobre la plata en las capas de emulsión. A medida que se revela la plata, el revelador oxidado reacciona con los acopladores de tinte, dando como resultado la formación de tintes.
El control de la temperatura y la agitación de la película en el revelador son fundamentales para obtener resultados precisos y consistentes. Una temperatura incorrecta puede provocar cambios de color graves o un subrevelado o un sobrerevelado significativo de la película.
Después del revelador, un blanqueador convierte la plata metálica generada por el revelado en haluro de plata, que es soluble en fijador. Después del blanqueador, un fijador elimina el haluro de plata. A esto le sigue un lavado, un estabilización final y un enjuague para completar el proceso.
Hay versiones simplificadas del proceso que utilizan un blanqueador-fijador combinado (EDTA) que disuelve la plata generada por el revelado y elimina el haluro de plata no revelado. Estos no son utilizados por procesadores comerciales C-41 y se comercializan para uso doméstico o en el campo.

## Procesamiento forzado
Al igual que el proceso de película en blanco y negro, el proceso C-41 se puede utilizar para el procesamiento forzado de películas. Debido a la complejidad de la película y la naturaleza exigente del proceso, los resultados varían ampliamente; al igual que con los negativos en blanco y negro, el proceso generalmente da como resultado un negativo que tiene un mayor contraste y, bastantes veces, un mayor grano.

## El negativo
La película resultante es un negativo, lo que significa que los puntos más oscuros de la película son aquellas áreas que eran más brillantes en la fuente.  Casi todas las películas C-41 también incluyen una máscara naranja adicional para compensar las deficiencias ópticas de los tintes en la película. Estos negativos C-41 aparecen de color naranja cuando se ven directamente, aunque la base naranja se compensa en la formulación de los materiales de impresión en color. Algunas películas C-41, destinadas a escanear, no tienen esta base naranja. El negativo terminado se imprime con papel fotográfico en color para producir una imagen positiva.                   

## Proceso cruzado
También es posible el proceso cruzado de películas de diapositivas para el proceso E-6 con C-41, lo que produce negativos con un cambio de color y una saturación más fuerte. (La película C-41 también puede procesarse en E-6 dando imágenes positivas con un fuerte tinte verde, causado por la máscara naranja). Las diferentes marcas y velocidades de película producen diferentes cambios de color que producen colores brillantes y saturados y un alto contraste.
La película C-41 se puede procesar con productos químicos estándar en blanco y negro para producir una imagen monocromática en negativo. Los negativos serán típicamente de muy bajo contraste y nublados, en parte causados por el efecto de la máscara naranja.               